# تورلیف تورکیدلسن
 تورلیف تورکیدلسن (انگلیسی: Torleif Torkildsen؛ ۱۲ مهٔ ۱۸۸۲ – ۱۴ اکتبر ۱۹۴۴) یک تنیس‌باز اهل نروژ بود. 